# Риде (Јужни Шлезвиг)
Риде (њем. Rüde) град је у њемачкој савезној држави Шлезвиг-Холштајн. Једно је од 134 општинска средишта округа Шлезвиг-Фленсбург. Према процјени из 2010. у граду је живјело 367 становника. Посједује регионалну шифру (AGS) 1059069.

## Географски и демографски подаци
Риде се налази у савезној држави Шлезвиг-Холштајн у округу Шлезвиг-Фленсбург. Град се налази на надморској висини од 37 метара. Површина општине износи 6,1 km². У самом граду је, према процјени из 2010. године, живјело 367 становника. Просјечна густина становништва износи 60 становника/km².